# Los que no perdonan (película de 1974)
Los que no perdonan
(título original en italiano: Quelli che contano, lit. 'Los que cuentan')  es una película de gánsteres italiana de 1974 dirigida por Andrea Bianchi.

## Argumento
El sicario Tony Aniante regresa a su Sicilia natal después de haber pasado varios años en los Estados Unidos. A su llegada, las familias rivales Cantimo y Scannapieco compiten por sus servicios, sin saber que el plan de Aniante es en realidad enfrentar a ambos bandos uno contra el otro para tomar el poder, por lo que una prostituta reformada se une a él.

## Reparto
- Henry Silva como Antonio "Tony" Aniante.
- Barbara Bouchet como Margie.
- Fausto Tozzi como Don Ricuzzo Cantimo.
- Vittorio Sanipoli como Don Cascemi.
- Mario Landi como don Turi Scannapieco.
- Dada Gallotti como Santa Scannapieco.
- Patrizia Gori como Carmela.
- Piero Maria Rossi como Paolo.
- Alfredo Pea como Zino, sobrino de don Turi.
- Pietro Torrisi como Alfio Scannapieco.
- Armando Bottin como Asesino.
- Giancarlo Del Duca como Cómplice de Don Ricuzzo.
- Carla Mancini como Criada de Margie.
- Orazio Stracuzzi como Sacerdote.
- Enrico Marciani como Comisario.
- Sergio Testori como Secuaz de Tony.

## Producción
Quelli che contano se filmó en el estudio Incir-De Paolis en Roma y en locaciones en Savona.

## Lanzamiento
Quelli che contano fue estrenada el 11 de enero de 1974 en Italia, donde fue distribuida por Jumbo. La película recaudó un total de 444 963 000 liras italianas. La película fue lanzada en VHS en inglés como Cry of a Prostitute («Lamento de una prostituta») y en DVD por Televista. La versión de Televista fue recortada a 86 minutos.

## Recepción
Austin Fisher en Blood in the Streets: Histories of Violence in Italian Crime Cinema escribió que la película formaba parte de una serie de películas italianas, junto con La mala ordina (también protagonizada por Henry Silva) y Milano rovente que presentaban «‘fixers’ que viajaban desde los Estados Unidos para resolver problemas en la mafia italiana» y «posicionaban abiertamente las prácticas estadounidenses como el epítome de la modernidad eficiente, en contraste con las formas italianas anticuadas de hacer negocios».